# Norfolk Naval Shipyard
Norfolk Naval Shipyard (Военно-морская верфь Норфолка, Norfolk Navy Yard, NNSY) — верфь ВМС США в Портсмуте (штат Виргиния).
Сфера деятельности — постройка, модернизация и ремонт военных кораблей. Является старейшим, самым большим и наиболее многопрофильным предприятием, принадлежащим военно-морскому флоту США. Расположена недалеко от места впадения Элизабет-ривер в залив Хэмптон-Роудс. Основана в 1767 году как верфь ВМФ Великобритании под названием Gosport Shipyard. Своё настоящее название получила в 1862 году.